# Ка-Реццоніко
Ка-Реццоніко (італ. Ca' Rezzonico) — палац у Венеції, в районі Дорсодуро, на Гранд-каналі. З 1936 року в палаці розташовано Музей Венеції XVIII століття.
Спроєктований архітектором Бальдассаром Лонгеном в кінці XVII — початку XVIII століть, будівництво завершилося через багато років після його смерті — під керівництвом Джорджо Массарі в 1745 році. Будівництво велося на замовлення патриція Філіппо Бона. В інтер'єрі — грандіозні фрески роботи Т'єполо.
Назва палацу походить від прізвища багатого, але не знатного роду, представник якого придбав цей особняк до моменту закінчення будівництва. З роду Реццоніко походив римський папа Климент XIII.